# Dum og dummere 2
Dum og dummere 2 (originaltitel: Dumb and Dumber To) er en amerikansk komedie fra 2014. Den er instrueret af Bobby og Peter Farrelly, og har Jim Carrey og Jeff Daniels i hovedrollerne. 
Filmen er en efterfølger til Dum og dummere fra 1994 og havde dansk premiere den 27. november 2014.

## Handling
De godhjertede, men snot dumme venner Lloyd Christmas (Jim Carrey) og Harry Dunne (Jeff Daniels) er tilbage, tyve år efter sit første eventyr i Aspen. De begiver sig ud for at finde et af deres fremmedgjorte børn i håb om at få en ny nyre.

## Rolleliste
- Jim Carrey som Lloyd Christmas
- Jeff Daniels som Harry Dunne
- Laurie Holden som Adele Pichlow
- Kathleen Turner som Fraida Felcher
- Brady Bluhm som Billy
- Rob Riggle som Travis
- Steve Tom som Dr. Pichlow
- Rachel Melvin som Penny Pichlow
- Lauren Henneberg som Dr. Erinn Knight
- Cam Neely som Sea Bass
- Tembi Locke som Dr. Barbara Walcott
- Don Lake som Dr. Lewis Meldman
- Grant James som Mr. Stainer
- Bill Murray som Ice Pick